# كلية العالم المتحد لى بو تشون
كلية العالم المتحد لى بو تشون هي كلية دولية خاصة تقع في هونغ كونغ، الصين.

## الروابط الخارجية
1. ↑  Staff writer (28 ديسمبر 2007). "How the Schools Stack Up". The Wall Street Journal. مؤرشف من الأصل في 2018-05-02. اطلع عليه بتاريخ 2008-07-25. {{استشهاد ويب}}: استعمال الخط المائل أو الغليظ غير مسموح: |ناشر= (مساعدة)
2. ↑  Chung، David. "Top high schools find admissions success". Brown Daily Herald. Brown University. مؤرشف من الأصل في 2018-03-15. اطلع عليه بتاريخ 2014-08-02.

- Official Website of Li Po Chun United World College
- Official Website of the United World Colleges